# Agrochola fuscago
Agrochola fuscago är en fjärilsart som beskrevs av Eugen Johann Christoph Esper 1785. Agrochola fuscago ingår i släktet Agrochola och familjen nattflyn. Inga underarter finns listade i Catalogue of Life.